# Taraxacum ancistrolobum
Taraxacum ancistrolobum — вид квіткових рослин з родини айстрових (Asteraceae). Вид зростає в Європі: Бельгія, Чехія, Словаччина, Данія, Фінляндія, Франція, Німеччина, Велика Британія, Ірландія, Нідерланди, Північно-Західна Європейська Росія, Норвегія, Польща, Швеція, Швейцарія, Україна; це багаторічна рослина помірних біомів. Зустрічається на луках і трав'янистих антропогенних місцях зростання.
Основні діагностичні ознаки цього таксону: пізнє цвітіння; листки товсті, темно-зелені, іноді зі смолистими плямами в міждолях, бічні частки нерозділені, широкі, тупі, зазвичай з цілісним, опуклим верхнім краєм і увігнутим нижнім краєм; кінцева частка не більша за бічні частки, тупа, широко трикутна; черешки ширококрилаті, зсередини зелені, іноді злегка рожеві; зовнішні приквітки яйцювато-ланцетні 4.0–4.9 мм завширшки і 12–13 мм завдовжки, розташовані горизонтально, зазвичай з вузькими краями; квіткова голова опукла, ≈ 50 мм у діаметрі.